# Cristina Deutekom
Cristina Deutekom (Amsterdam, 28 agosto 1931 – Amsterdam, 7 agosto 2014) è stata un soprano olandese.

## Biografia e carriera
Deutekom è nata Stientje Engel nel 1931 ad Amsterdam.
Dopo aver compiuto gli studi al conservatorio della città, iniziò un lungo tirocinio come comprimaria all'Opera di Amsterdam. Il debutto risale al 1963, quando interpretò con strepitoso successo la Regina della Notte nel Flauto magico di Mozart, ruolo che sosterrà nei principali teatri europei e al Metropolitan Opera di New York (1967). Al Wiener Staatsoper è la Regina della Notte in Die Zauberflöte con Lisa Della Casa e Christa Ludwig nel 1967, Amelia in Un ballo in maschera con Piero Cappuccilli nel 1972 e Norma nel 1977.
Al Teatro La Fenice di Venezia è Fiordiligi nella ripresa di Così fan tutte di Wolfgang Amadeus Mozart nel 1968 con Tatiana Troyanos, la Regina della Notte nella ripresa eseguita in lingua italiana di Il flauto magico di W. A. Mozart nel 1969, Elvira Valton nella ripresa de I puritani di Vincenzo Bellini nel 1969 e nel 1976, Lucia nella ripresa di Lucia di Lammermoor di Gaetano Donizetti nel 1969, Armida nella prima rappresentazione di Armida con Ottavio Garaventa nel 1970, canta in un concerto diretta da Riccardo Muti nel 1970, Costanza ne Il ratto dal serraglio nel 1971 e Norma nel 1972.
Il 21 ottobre del 1968 è la Regina della Notte in una rappresentazione del Die Zauberflöte al Covent Garden di Londra eseguita nella nuova versione inglese dell'opera di Adrian Mitchell con Stuart Burrows e Margaret Price.Al San Francisco Opera è nuovamente la Regina della Notte in Die Zauberflöte nel 1969 (ancora una volta in una versione cantata in lingua inglese, su libretto tradotto da Ruth e Thomas Martin e Norma con Tatiana Troyanos nel 1975. All'Opera di Chicago nel 1970 è Lucia di Lammermoor con Richard Tucker. Nel 1971 è Norma nella ripresa nel Teatro Regio di Parma di Norma di Vincenzo Bellini. Al Teatro lirico Giuseppe Verdi è Elvira Valton nella ripresa di I puritani con Renato Bruson nel 1972 e Norma nel 1973. Nel 1974 inaugurò la stagione lirica del Met con Plácido Domingo e Sherrill Milnes nel ruolo di Elena ne I vespri siciliani di Giuseppe Verdi diretta da James Levine.
Nel frattempo ampliava il suo repertorio ad altre opere mozartiane (Donna Anna in Don Giovanni al Met nel 1974, Così fan tutte e La clemenza di Tito) e al repertorio belcantistico italiano dell'Ottocento (Rossini, Bellini, Donizetti), fino a comprendere i ruoli drammatici di Verdi (Abigaille, Lady Macbeth) e Puccini (Turandot). Nel 1975 è Amelia in Un ballo in maschera ad Edimburgo. All'Arena di Verona nel 1976 è Lucia di Lammermoor con Luciano Pavarotti e Bruson.
A Bilbao canta ne I Lombardi alla prima crociata e I masnadieri di Verdi nel 1976, Rigoletto nel 1977 e Amaya di Jesús Guridi nel 1986. Nel 1977 è Abigaille nella ripresa nel Teatro Comunale di Firenze di Nabucco di Giuseppe Verdi diretta da Riccardo Muti. Al Grand Théâtre di Ginevra è Medea nella Medea di Cherubini nel 1978 e Vitellia in La clemenza di Tito nel 1980. Al San Diego Opera canta ne I Lombardi alla prima crociata con Carlo Bergonzi nel 1979, il Requiem di Verdi ed in Nabucco nel 1981, Turandot nel 1982, Enrico VIII di Camille Saint-Saëns nel 1983 e Norma nel 1986.
Ha cantato con i maggiori tenori del tempo: Franco Corelli, Luciano Pavarotti, Plácido Domingo, José Carreras, Alfredo Kraus, Carlo Bergonzi e Nicolai Gedda. Si ritirò dalle scene nel 1987 dopo un attacco cardiaco, dedicandosi all'insegnamento in vari conservatori, dove tenne dei corsi di perfezionamento ("master classes"). Nel 2004, in seguito ad un ictus, si è ritirata anche dalla vita pubblica.

## Vocalità e personalità interpretativa
Voce ricca e piena, limpida, estesa e sonora, molto duttile e agile, è stata una grande interprete del repertorio soprano drammatico d'agilità del dopo-Callas, con una maggiore incisività nel settore della coloratura estrema, insuperata Regina della notte grazie all'impeccabile tecnica di coloratura; hanno invece suscitato perplessità certe sue interpretazioni di personaggi drammatici a causa di una mancanza d'incisività nel fraseggio. Come attrice possedeva vivacità, grazia, fascino e senso della misura.

## Morte
Muore la notte del 7 agosto del 2014, dopo le conseguenze di una caduta, all'ospedale VU di Amsterdam, sua città natale. Il suo ex manager ha affermato che è stata attiva e in forma fino alla morte.

## Repertorio
| Ruolo                 | Titolo                         | Autore      |
| --------------------- | ------------------------------ | ----------- |
| Marzelline            | Fidelio                        | Beethoven   |
| Bianca                | Bianca e Fernando              | Bellini     |
| Norma                 | Norma                          | Bellini     |
| Elvira                | I puritani                     | Bellini     |
| Medea                 | Medea                          | Cherubini   |
| Lucia Ashton          | Lucia di Lammermoor            | Donizetti   |
| Alcina                | Alcina                         | Händel      |
| Konstanze             | Il ratto dal serraglio         | Mozart      |
| Donna Anna            | Don Giovanni                   | Mozart      |
| Fiordiligi            | Così fan tutte                 | Mozart      |
| Königin der Nacht     | Il flauto magico               | Mozart      |
| Vitellia              | La clemenza di Tito            | Mozart      |
| Turandot              | Turandot                       | Puccini     |
| Armida                | Armida                         | Rossini     |
| Sinaide               | Moïse et Pharaon               | Rossini     |
| Catherine d'Aragon    | Henry VIII                     | Saint-Saëns |
| Quinta ancella        | Elettra                        | Strauss     |
| Marianne Leitmetzerin | Il cavaliere della rosa        | Strauss     |
| Abigaille             | Nabucco                        | Verdi       |
| Giselda               | I Lombardi alla prima crociata | Verdi       |
| Alzira                | Alzira                         | Verdi       |
| Odabella              | Attila                         | Verdi       |
| Lady Macbeth          | Macbeth                        | Verdi       |
| Amalia                | I masnadieri                   | Verdi       |
| Gilda                 | Rigoletto                      | Verdi       |
| Leonora               | Il trovatore                   | Verdi       |
| Duchessa Elena        | I vespri siciliani             | Verdi       |
| Amelia Grimaldi       | Simon Boccanegra               | Verdi       |
| Amelia                | Un ballo in maschera           | Verdi       |
| Una voce dal cielo    | Don Carlo                      | Verdi       |
| Ortlinde              | La Valchiria                   | Wagner      |

## CD parziale
| Anno | Titolo Ruolo                           | Cast                                              | Direttore         | Casa    |
| ---- | -------------------------------------- | ------------------------------------------------- | ----------------- | ------- |
| 1969 | Il flauto magico Königin der Nacht     | Stuart Burrows, Pilar Lorengar, Hermann Prey      | Georg Solti       | Decca   |
| 1971 | I Lombardi alla prima crociata Giselda | Plácido Domingo, Ruggero Raimondi                 | Lamberto Gardelli | Philips |
| 1972 | Attila Odabella                        | Ruggero Raimondi, Carlo Bergonzi, Sherrill Milnes | Lamberto Gardelli | Philips |

- Cristina Deutekom in Vienna - Cristina Deutekom/Wiener Volksopernorchester/Franz Allers, Decca
- Hommage Aan Cristina Deutekom - Cristina Deutekom, 2009 Omnium

## Onorificenze e riconoscimenti
- Commendatore dell'Ordine di Orange-Nassau, 1974
- Cantante dell'anno, Milano, 1974
- Cantante dell'anno, Milano, 1973
- Premio Romeo e Juliet, Verona, 1972
- Rigoletto d'Oro, Mantua, 1973
- Monteverdi d'Oro, Venice, 1972
- Palco Scenico d'Oro, Mantua, 1971
- Grand Prix du Disque of the Académie Charles Cros, Paris, 1968
- Arena d'Oro, Verona, 1976